# Telico
Telico ist eine Unincorporated Community im Ellis County im Bundesstaat Texas in den Vereinigten Staaten.

## Lage
Telico liegt im Osten des Ellis County, rund zehn Kilometer ostnordöstlich von Ennis an der Farm-to-Market-Road 1181 und südlich des Texas State Highway 34. Umliegende Dörfer und Städte sind Rosser im Nordosten, Peeltown im Osten, Chatfield und Rice im Süden, Alma im Südwesten, Crisp im Westen und Bristol im Nordwesten.

## Geschichte
Vor 1854 wurde an der Stelle, an der sich Telico heute befindet, die Siedlung Trinity City gegründet, deren Name auf den in der Nähe liegenden Trinity River zurückging. Kurz darauf wurde der Ort in Telico umbenannt, dieser Name ist auf die Stadt Tellico Plains im Bundesstaat Tennessee zurückzuführen. Der Unternehmer Thomas A. McCray gründete in dem Dorf die Telico Manufacturing Company, die Kleidung aus Baumwolle herstellte. 1856 gab es in dem Dorf bereits mehrere Betriebe und ein Hotel. Während des Sezessionskrieges wurde die Firma wieder aufgelöst und das Dorf verlassen. 1867 wurde in der Nähe des früheren Dorfes Telico eine Kirche für die Kirckpatrick Presbyterian Church gebaut.
Anfang der 1890er-Jahre wurde westlich des früheren Dorfes eine neue Siedlung gegründet, die wieder den Namen Telico erhielt. 1894 erhielt der Ort ein Postamt, das bis 1905 in Betrieb war. 1909 wurde die Kirchengemeinde von Telico baptistisch. Als in den 1920er-Jahren erstmals Einwohnerzahlen für die Siedlung erhoben wurden, hatte Telico 84 Einwohner. Für das Jahr 1952 waren fünf Betriebe in Telico verzeichnet. Am 13. Oktober 1960 wurde die Kirche von Telico durch einen Tornado beschädigt. In den 1980er-Jahren erfolgte die Restauration des Gebäudes. 2000 hatte der Ort etwa 95 Einwohner.

## Persönlichkeiten
- Clyde Barrow (1909–1934), Verbrecher